# Corações Sujos (filme)
Corações Sujos (em japonês:  汚れた心, Kegareta Kokoro) é um filme brasileiro de 2011 dirigido por Vicente Amorim, baseado no livro de mesmo nome de Fernando Morais.
O filme é baseado na história verídica da organização terrorista Shindo Renmei, uma organização composta por imigrantes japoneses no Brasil, na década de 1940, durante o final da 2ª Guerra Mundial.
O filme estreou em 13 de outubro de 2011 no Festival do Rio. Teve seu lançamento amplo no Brasil no dia 17 de agosto de 2012, e no Japão em 27 de julho de 2012.

## Enredo
É 1945, e o Japão acabou de se render aos aliados. Porém em uma das cidades da colônia japonesa no Brasil um grupo de nacionalistas, liderados por um antigo oficial do exército imperial japonês, o Coronel Watanabe (Eiji Okuda), se recusa a acreditar que seu país finalmente perdeu uma guerra. O fotógrafo Takahashi (Tsuyoshi Ihara) é influenciado por esse grupo (chamado "kachigumi" ou vitoristas) a matar alguns japoneses que aceitaram a derrota - referidos como makegumi (derrotistas) ou de "coração sujo". Isso faz a esposa de Takahashi, a professora primária Miyuki (Takako Tokiwa), se magoar com o marido ter se tornado um assassino.

## Elenco
| Atores           | Papel            |
| Tsuyoshi Ihara   | Takahashi        |
| Takako Tokiwa    | Miyuki Takahashi |
| Eiji Okuda       | Coronel Watanabe |
| Shun Sugata      | Sasaki           |
| Kimiko Yo        | Naomi Sasaki     |
| Celine Fukumoto  | Akemi Sasaki     |
| Ken Kaneko       | Matsuda          |
| Issamu Yazaki    | Aoki             |
| Eduardo Moscovis | Sub-delegado     |
| André Frateschi  | Cabo Garcia      |

## Recepção
Segundo o agregador de críticas do site AdoroCinema, Corações Sujos obteve uma média de 2,6 de 5 estrelas, com base em quinze críticas veiculadas na imprensa brasileira. O filme abriu o Festival Paulínia de Cinema de 2011 e foi ovacionado após sua exibição no Festival Internacional de Cinema de Montreal.
No Japão, o filme foi bem recebido pela crítica local, sendo destacado em alguns jornais de Tóquio. O jornal Asahi Shimbun o julgou "poderoso", enquanto o Yomiuri Shimbun considerou-o "soberbo, um tour-de-force que deve ser visto por um grande público". O crítico Takashi Suzuki, do diário Mainichi Shimbun elogiou as atuações, ressaltando que "o filme coloca perguntas que são válidas ainda hoje".